# I Heard a Voice
I Heard a Voice — первый концертный DVD калифорнийской альтернативной рок-группы AFI, выпущен 12 декабря 2006 года, снят в Лонг Бич Арена, Лонг Бич, Калифорния 15 сентября 2006 года. Часть тура в поддержку альбома Decemberunderground, концерт был крупнейшим в истории AFI, собравшим свыше 13 тысяч зрителей. Выступление было заснято в HD более чем на 23 камеры. Название DVD взяли из строки "The power went out. I turned on the radio. The power went out. I turned on the radio. The power went out. I turned on the radio.... I heard a voice." под текстом песни 37mm в буклете альбома Decemberunderground. Моль на обложке также взята из буклета Decemberunderground.
За неделю до выпуска, выступление показывали на экранах в различных городах америки.
Версия концерта на CD была выпущена почти через год, 13 ноября 2007 года.

## Список композиций
1. «Prelude 12/21» — 2:04
2. «Girl's Not Grey» — 3:12
3. «The Leaving Song Pt. II» — 4:20
4. «Summer Shudder» — 3:16
5. «Kill Caustic» — 2:50
6. «The Days Of The Phoenix» — 4:04
7. «Endlessly, She Said» — 4:34
8. «A Single Second» (с Nick 13 из Tiger Army) — 2:45
9. «The Missing Frame» — 4:40
10. «Bleed Black» — 4:28
11. «Silver and Cold» — 5:12
12. «Dancing Through Sunday» — 2:34
13. «This Time Imperfect» — 4:33
14. «Death of Seasons» — 5:14
15. «Totalimmortal» — 4:31
16. «Love Like Winter» — 3:10
17. «God Called In Sick Today» — 4:50
18. «Miss Murder» — 3:38

## Позиции в чартах
| Чарт                                 | Позиция |
| ------------------------------------ | ------- |
| U.S Billboard 200                    | 133     |
| Australian ARIA DVD Chart            | 2       |
| Top Music Video                      | 18      |
| Billboard Comprehensive Music Videos | 18      |
| Billboard Comprehensive Albums       | 160     |
| Top Hard Rock Albums                 | 16      |
| Billboard Top Music Video            | 8       |